# 秋奈
秋奈（あきな、1995年11月2日 - ）は、日本の女性声優である。宮城県出身。血液型はA型。以前は同字で芸名の読みを秋奈（ちゅな）としていた。
代表作に『アイカツ!』（冴草きい）、『プロジェクトセカイ カラフルステージ! feat. 初音ミク』（小豆沢こはね）、『ウマ娘 プリティーダービー』（ドゥラメンテ）、『Tokyo 7th シスターズ』（空栗ヒトハ・フタバ）、『ガールズ&パンツァー』（大野あや）などがある。

## 来歴
声優を目指すきっかけは、ドラえもんやプリキュアの物真似をしていたところ、兄から｢声優の勉強をしてみたら？｣と言われて。14歳のとき、東北で初開催された「第4回 全日本アニソングランプリ」仙台予選大会に出場して優勝し、注目を集めた。
15歳のとき、クラーク記念国際高等学校秋葉原ITキャンパスに入学してクリエイティブコース（声優・放送専攻）を選択し、提携する事務所や制作会社の依頼によりキャンパス内で行われる声優オーディションにて、2011年にゲーム『迷宮クロスブラッド リローデッド』の七世ヒカル役の声優に採用された。同キャンパス内にて行なわれた所属オーディションで2012年度よりサンミュージックプロダクションへの所属が決定すると、在校生のまま声優としての活動を開始した。
17歳のとき、『貧乏神が!』の石蕗宙汰役ほかでアニメ声優デビュー。2013年6月からは同じくサンミュージックに所属する中津真莉子や杜野まこと共にニコニコ生放送『姫の学芸会チャンネル』から生まれた、歌って踊る声優ユニット「プリケッツ」（プリンセスケッツ）のメンバーとして音楽活動を開始し、同年7月28日にデビューシングル「恋の魔法〜puri puri pu−!〜 / プリンセスケッツ♪」を発売した。同時期に、杜野まこや桐山智花と共にキングレコードから発売された4枚のコンピレーション・アルバムに参加し、アニメソングなど10曲をカバーしている。
19歳となった2015年（平成27年）3月31日、TwitterおよびInstagramでサンミュージックプロダクションを退所したことを発表した。
2015年5月31日、ZEPP TOKYOにて開催された「Tokyo 7th シスターズ」の出演声優らによるファーストライブ「Tokyo 7th シスターズ 1st Anniversary Live 15'→34' 〜H-A-J-I-M-A-L-I-V-E-!!〜」に、自身が声優を務めた空栗ヒトハ / フタバの双子で構成されたユニット「KARAKURI」として出演し、「B.A.A.B.」を披露。同年7月には、手塚プロダクションが『鉄腕アトム』を海外向けにリメイクしたテレビアニメ『ろぼっとアトム』の日本版パッケージ商品の発売に際し、ミッチー役で日本語吹き替えを行っている。
2016年はスターダストプロモーションに所属し活動を行った。以降は一貫してフリーランスとして活動している。

## 人物
趣味・特技は旅行、作詞、宅録、歌唱。
一人でいることを嫌い、親が家にいない時は必ず外出をし、どうしても家を離れられない場合は友達とSkypeをしたりするほど極度の寂しがりやであるという。
好きな男性アーティストにはワン・ダイレクション、ジャスティン・ビーバー、オースティン・マホーン、好きな映画にはスターウォーズやスパイダーマンを挙げている。

## 出演

### テレビアニメ
2012年
- 貧乏神が!（石蕗宙汰、遠藤舞、家政婦B、雄介、庄司さよ）
- ガールズ&パンツァー（2012年 - 2013年、大野あや）

2013年
- 恋愛ラボ（南桃香）
- アイカツ!（2013年 - 2016年、冴草きい）

2014年
- Wake Up, Girls!（黒川芹香）

2016年
- orange（塩尻）

2019年
- 天華百剣 〜めいじ館へようこそ!〜（菊一文字則宗）
- アイカツオンパレード!（冴草きい）

2022年
- ぷちセカ（小豆沢こはね）

2023年
- ウマ娘 プリティーダービー Season 3（ドゥラメンテ）

2025年
- BanG Dream! Ave Mujica（観客②、モブB、アイドルA）

### OVA
- ガールズ&パンツァー「これが本当のアンツィオ戦です！」（2014年、大野あや[27]）
- ろぼっとアトム（2015年、ミッチー）
- ガールズ&パンツァー 最終章（2017年 - 2023年、大野あや[28]）

### 劇場アニメ
- 劇場版 アイカツ!（2014年、冴草きい[29]）
- ガールズ&パンツァー 劇場版（2015年、大野あや[30]、高島レミ[31]）
- アイカツ! 〜ねらわれた魔法のアイカツ!カード〜（2016年、冴草きい）
- 劇場版プロジェクトセカイ 壊れたセカイと歌えないミク（2025年、小豆沢こはね[32]）

### Webアニメ
- アイカツオンパレード！ドリームストーリー（2020年、冴草きい[33]）
- Journey to Bloom（2023年、小豆沢こはね、うさぎのぬいぐるみ）

### ゲーム
2011年
- 迷宮クロスブラッド リローデッド（七世ヒカル）

2012年
- 円卓の生徒 The Eternal Legend（ロロン）

2013年
- アイカツ! 2人のmy princess（冴草きい）
- デモンゲイズ（プロメス）
- 迷宮クロスブラッド インフィニティ（七世ヒカル）

2014年
- アイカツ! 365日のアイドルデイズ（冴草きい）
- ガールズ&パンツァー 戦車道、極めます!（大野あや）
- 剣の街の異邦人 〜白の王宮〜（ヘルガ・ヒルブラス）
- デモンゲイズ Global Edition（プロメス）
- 東京新世録 オペレーションアビス（目黒興子、後藤真央）
- Tokyo 7th シスターズ（空栗ヒトハ・フタバ）

2015年
- アイカツ! My No.1 Stage!（冴草きい）
- Diss World（バーベナ）
- ガールズ&パンツァー 戦車道大作戦!（大野あや）

2016年
- アイカツ! フォトonステージ!!（冴草きい）
- アリスオーダー（篠山紅葉）

2017年
- 天華百剣-斬-（菊一文字則宗）

2018年
- ガールズ&パンツァー ドリームタンクマッチ（大野あや）
- ガールズ&パンツァー あつまれ! みんなの戦車道!!（2018年 - 2019年、大野あや）

2019年
- けものフレンズ3（キングコブラ）
- ガールズ&パンツァー ドリームタンクマッチDX（大野あや）
- 戦の海賊（2019年 - 2022年、サイカ）

2020年
- プロジェクトセカイ カラフルステージ! feat. 初音ミク（2020年 - 2024年、小豆沢こはね、うさぎのぬいぐるみ）

2021年
- ブレイブソード×ブレイズソウル（刻鳴鐘ユノ、天煌の冥ミステリオ、バグイーター）

2023年
- ウマ娘 プリティーダービー（ドゥラメンテ）

2024年
- Shadowverse ヒーローズ・オブ・シャドウバース （荊棘の乙女、ターミナルガールズ、ゲイレルル）
- バトルスピリッツ クロスオーバー（永井リョーコ）
- ウマ娘 プリティーダービー 熱血ハチャメチャ大感謝祭！（ドゥラメンテ）
- エバーソウル（クラウディア）

2025年
- バーチャル★ハッピーランド（ヨハネ）
- #コンパス 戦闘摂理解析システム（ーペルリニエ）

時期未定
- コードジェム（壱月）

### ドラマCD
- TVアニメ/データカードダス『アイカツ!』&『アイカツスターズ!』スペシャルドラマCD（2018年、冴草きい）

### デジタルコミック
- 電音部 コミックムービー（2020年、黒鉄たま）

### ラジオ
※はインターネット配信。
- 未確認☆ちゅな！（2012年、超!A&G+※）[66]
- プリンセスケッツの珍想中！（2014年、超!A&G+※）[67]
- 秋奈とABIのアニメ舞台めぐり（2014年 - 2015年、超!A&G+※）[68]
- ガールズ&パンツァーRADIO ウサギさんチーム、訓練中！（2015年 - 2016年、音泉※[69]・ランティスウェブラジオ※・アニメイトTV※・茨城放送[70]）
- ガールズ&パンツァーRADIO ウサギさんチーム、まだまだ訓練中！（2017年 - 2018年、音泉※）[71]
- ガールズ&パンツァーRADIO ウサギさんチーム、もっともっと訓練中！（2019年、音泉※）[72]
- ガールズ&パンツァーRADIO ウサギさんチーム、もっともっともっと訓練中！（2021年、音泉※）[73][74]
- 超!A&G+マンスリースペシャル 秋奈 na Night（2023年8月、超!A&G+※・YouTube※）[75]

### 舞台
- シュガー2〜いくつものツバサ〜（2013年8月16日 - 2013年8月26日 、ジョーズカンパニー）佐倉保奈美 役[76]
- 爆走おとな小学生「初等教育ロイヤル」（2019年5月29日 - 6月2日、全労済ホール／スペース・ゼロ）斎藤さん 役

### 朗読劇
- サイレント騎士LOVE（2019年12月15日、文化放送メディアプラスホール）[77] [78]
- BEboxプロデュース朗読劇「Dream Lesson 〜PUU〜」『クリスマスの夜に空では』（2019年12月20日 - 26日、劇場HOPE） - イサラ役[79] [80]
- BEboxプロデュース朗読劇「DreamLesson〜2020 in 春〜」『 サクラ咲く頃に、またふたり…。』（2020年3月3日 - 8日、劇場MOMO）[81][82]
- 思春期ビターチェンジ（2021年10月17日 - 20日、築地本願寺ブディストホール） - 青木役[83]

### テレビ番組
- さんまのスーパーからくりTV（2012年7月1日・7月22日・7月29日・8月5日、TBS）- 女子高生スペシャル・大山秋奈名義[84]
- オトナの!（2012年12月20日・2013年1月10日、TBS）- BANG BANG ヴァンガード!!コーナー[85][86]
- MUSIC VERSE（2023年9月1日、日本テレビ系列）- 『電音部』黒鉄たま[87]
- Venue101（2024年3月16日、NHK総合）『ウマ娘』ドゥラメンテ[88][89]

### ネット配信
- 飯塚雅弓&秋奈（ちゅな) の「姫の学芸会」（2013年3月3日 - 2013年12月28日、ニコニコ生放送）[90]
- ガルパン・大野あや役！秋奈さんの一人配信番組「姫の演説会！」（2013年4月13日・6月20日・7月20日・8月17日、ニコニコ生放送）[91][92][93][94]
- ガルパン・大野あや役！秋奈さんの一人配信番組「姫の演説会〜あんこう音頭SP〜」（2013年5月10日、ニコニコ生放送）[95]
- 第2回「姫の音楽祭」（2013年7月28日、ニコニコ生放送）[96]
- 姫の音楽祭〜秋の声優＆アイドルSP〜（2013年9月22日、ニコニコ生放送）[97]
- プリケッツの「PuriPuriープリンセス」（2013年10月12日・12月7日、ニコニコ生放送）[98][99]
- プリケッツのPuriPuri-プリンセス☆ケッツ！（2014年1月26日、ニコニコ生放送）[100]
- 秋奈と大地葉の、ユニゾン×ラボラトリー♪（2021年 - 2023年、ニコニコ生放送）[101]
- 「TVアニメ『ウマ娘 プリティーダービー Season 3』× 杉本清 教えてください あの日、あの時、あの名馬 #２〜#７」（2023年10月17日 -、YouTube）[102][103]
- 鷲崎健のアコギFUN!クラブ（2023年11月17日、ニコニコ生放送）[104][105]
- そこそこぱかライブTV Vol.28（2023年11月22日、YouTube）[106]
- 矢野妃菜喜のGAME the HINALAND #10（2023年12月4日、ニコニコ生放送）[107]
- 声優 縁かうんと（2023年12月6日、ニコニコ生放送）[108]
- ぱかライブTV Vol.36 年末スペシャル！（2023年12月27日、YouTube）[109]
- そこそこぱかライブTV Vol.30（2024年1月12日、 YouTube）[110]
- ぱかライブTV Vol.38 3周年記念 ハッピーウィンターフェス！（2024年2月22日、YouTube）[111][112]
- サンセルモ presents 結婚式は あいのなか で #268・#269（2024年5月18日・25日、超!A&G+、YouTube）[113][114]
- プロセカ全国統一テスト（2024年8月23日、YouTube）アシスタント[115][116]
- まるごと秋奈ROOM（2024年9月 - 、ニコニコチャンネルプラス）[117]
- プロジェクトセカイ4thアニバーサリー生放送（2024年9月29日、ニコニコ生放送、YouTube）[118]
- ぱかライブTV Vol.55（2025年7月30日、 YouTube）[119]

### ナレーション
- 原宿AbemaNews（2016年、AbemaTV） - ランキングレコメンドのコーナー[120]
- 【ライトノベル】未来から来た花嫁の姫城さんが、また愛の告白をしてとおねだりしてきます。（2022年、PVナレーション[121]）

### 映像商品
- Animelo Summer Live 2022 -Sparkle- DAY3 Blu-ray（2023年3月29日、KARAKURIとして出演）[122]
- KARAKURI 1st Live Re:SONANCE Blu-ray（2023年10月31日）[123]
- プロジェクトセカイ カラフルステージ! feat. 初音ミク セカイシンフォニー Sekai Symphony 2024 Live Blu-ray（2024年11月27日）[124]

### その他コンテンツ
- 仰天! 世界の大家族 総勢 198人のビッグファミリーに独身なでしこが密着!（2016年、BSジャパン） - ボイスオーバー[125]
- キャラクタープロジェクト『電音部』（2020年、黒鉄たま[126]）
- アートにエールを!東京プロジェクト（個人型）「フォトグラフ同好会」（2020年、みう[127]）
- LIVEVIL『十字架が消えない』（2021年、霞羽沙[128][129][130]）
- ＧＬアイドルプロジェクト「純潔-サフィニア-」（2021年 - 、藤宮ユキ[131][132]）
- プロジェクトセカイ カラフルステージ! feat. 初音ミク ボイスドラマ（2021年 - 2022年、小豆沢こはね） - 3作品[一覧 1]
- 創彩少女庭園（2024年 - 、如月 ユエ[133]）
- ハイブリッド音楽フェス「DOUBLE:」（2024年1月26日、黒鉄たま役[134][135]）
- 劇場版プロジェクトセカイ コラボCM
  - ホットペッパービューティー×劇場版プロジェクトセカイ「#想髪で新セカイへ」キャンペーン（2024年 - 2025年、小豆沢こはね）
  - 劇場版プロセカ×LAVIE SOLコラボムービー「TUNE YOUR COLORS」（2024年、小豆沢こはね）

## ディスコグラフィ

### キャラクターソング
| 発売日            | 商品名                                                                                            | 歌 | 楽曲 | 備考                                                                                    |
| 2012年            | 2012年                                                                                            | 2012年 | 2012年 | 2012年                                                                                  |
| ----------------- | ------------------------------------------------------------------------------------------------- | --- | --- | --------------------------------------------------------------------------------------- |
| 12月5日           | うたって覚えYO! 百人一首                                                                          | チュナ（秋奈）、トモ（桐山智花） | 「うたって覚えYO!百人一首」 |                                                                                         |
| 2015年            |                                                                                                   | | |                                                                                         |
| 5月20日           | H-A-J-I-M-A-L-B-U-M-!!                                                                            | KARAKURI［空栗ヒトハ・フタバ（秋奈）］ | 「B.A.A.B.」 | ゲーム『Tokyo 7th シスターズ』関連曲                                                    |
| 2016年            |                                                                                                   | | |                                                                                         |
| 6月29日           | Are You Ready 7th-TYPES??                                                                         | KARAKURI［空栗ヒトハ・フタバ（秋奈）］ | 「-Zero」 | ゲーム『Tokyo 7th シスターズ』関連曲                                                    |
| 2018年            |                                                                                                   | | |                                                                                         |
| 7月4日            | THE STRAIGHT LIGHT                                                                                | KARAKURI［空栗ヒトハ・フタバ（秋奈）］ | 「Winning Day」 | ゲーム『Tokyo 7th シスターズ』関連曲                                                    |
| 9月26日           | AMATERRAS                                                                                         | KARAKURI［空栗ヒトハ・フタバ（秋奈）］ | 「AMATERRAS」 | ゲーム『Tokyo 7th シスターズ』関連曲                                                    |
| 2020年            |                                                                                                   | | |                                                                                         |
| 3月4日            | LOVE AND DEVIL/アイノシズク                                                                       | KARAKURI 2039［空栗ヒトハ・フタバ（秋奈）］ | 「アイノシズク」 | ゲーム『Tokyo 7th シスターズ』関連曲                                                    |
| 12月23日          | New Palace                                                                                        | 黒鉄たま（秋奈） | 「いただきバベル（Prod. ケンモチヒデフミ）」                                                                                     | 『電音部』関連曲                                                                        |
| 12月23日          | New Palace                                                                                        | 黒鉄たま（秋奈）、白金煌（小宮有紗）、灰島銀華（澁谷梓希） | 「Where Is The Love（feat. Shogo & 早川博隆）」                                                                                  | 『電音部』関連曲                                                                        |
| 2021年            |                                                                                                   | | |                                                                                         |
| 7月7日            | Ready Steady/Forward                                                                              | Vivid BAD SQUAD、初音ミク | 「Ready Steady」 「Forward」 | ゲーム『プロジェクトセカイ カラフルステージ！ feat. 初音ミク』関連曲                    |
| 11月17日          | RAD DOGS/シネマ                                                                                   | Vivid BAD SQUAD、初音ミク | 「RAD DOGS」 | ゲーム『プロジェクトセカイ カラフルステージ！ feat. 初音ミク』関連曲                    |
| 11月17日          | RAD DOGS/シネマ                                                                                   | Vivid BAD SQUAD、KAITO | 「シネマ」 | ゲーム『プロジェクトセカイ カラフルステージ！ feat. 初音ミク』関連曲                    |
| 12月8日           | セカイ/ワーワーワールド/群青讃歌                                                                  | 花里みのり（小倉唯）、小豆沢こはね（秋奈）、初音ミク | 「ワーワーワールド」 | ゲーム『プロジェクトセカイ カラフルステージ！ feat. 初音ミク』関連曲                    |
| 12月8日           | セカイ/ワーワーワールド/群青讃歌                                                                  | 星乃一歌（野口瑠璃子）、花里みのり（小倉唯）、小豆沢こはね（秋奈）、天馬司（廣瀬大介）、宵崎奏（楠木ともり）、初音ミク | 「群青讃歌」 | ゲーム『プロジェクトセカイ カラフルステージ！ feat. 初音ミク』関連曲                    |
| 2022年            |                                                                                                   | | |                                                                                         |
| 5月8日            | IAM（feat. Shogo, Tsubasa）                                                                       | 黒鉄たま（秋奈）、白金煌（小宮有紗）、灰島銀華（澁谷梓希） | 「IAM（feat. Shogo, Tsubasa）」                                                                                                  | 『電音部』関連曲                                                                        |
| 5月15日           | 麻布アウトバーン（Prod. ケンモチヒデフミ）                                                        | 黒鉄たま（秋奈）、白金煌（小宮有紗）、灰島銀華（澁谷梓希） | 「麻布アウトバーン（Prod. ケンモチヒデフミ）」                                                                                   | 『電音部』関連曲                                                                        |
| 6月1日            | Vivid BAD SQUAD SEKAI ALBUM vol.1                                                                 | Vivid BAD SQUAD、鏡音リン、鏡音レン | 「劣等上等」 | ゲーム『プロジェクトセカイ カラフルステージ！ feat. 初音ミク』関連曲                    |
| 6月1日            | Vivid BAD SQUAD SEKAI ALBUM vol.1                                                                 | Vivid BAD SQUAD、巡音ルカ | 「Just Be Friends」 | ゲーム『プロジェクトセカイ カラフルステージ！ feat. 初音ミク』関連曲                    |
| 6月1日            | Vivid BAD SQUAD SEKAI ALBUM vol.1                                                                 | Vivid BAD SQUAD、巡音ルカ | 「ECHO」 | ゲーム『プロジェクトセカイ カラフルステージ！ feat. 初音ミク』関連曲                    |
| 6月1日            | Vivid BAD SQUAD SEKAI ALBUM vol.1                                                                 | Vivid BAD SQUAD、鏡音リン、巡音ルカ | 「drop pop candy」 | ゲーム『プロジェクトセカイ カラフルステージ！ feat. 初音ミク』関連曲                    |
| 6月1日            | Vivid BAD SQUAD SEKAI ALBUM vol.1                                                                 | Vivid BAD SQUAD、鏡音リン | 「トラフィック・ジャム」 「悪魔の踊り方」                                                                                        | ゲーム『プロジェクトセカイ カラフルステージ！ feat. 初音ミク』関連曲                    |
| 6月1日            | Vivid BAD SQUAD SEKAI ALBUM vol.1                                                                 | Vivid BAD SQUAD、鏡音レン | 「チルドレンレコード」 | ゲーム『プロジェクトセカイ カラフルステージ！ feat. 初音ミク』関連曲                    |
| 6月29日           | 電音部 ベストアルバム -シーズン.1-The Lights                                                      | 外神田文芸高校、神宮前参道學園、港白金女学院、帝音国際学院 | 「You Are The Light」 | 『電音部』関連曲                                                                        |
| 6月29日           | 電音部 ベストアルバム -シーズン.1-The Lights                                                      | 黒鉄たま（秋奈） | 「Catch a Fire（Prod. ケンモチヒデフミ）」 「MIDNIGHT TOWN（Prod. AmamiyaMaako）」                                               | 『電音部』関連曲                                                                        |
| 6月29日           | 電音部 ベストアルバム -シーズン.1-The Lights                                                      | 黒鉄たま（秋奈）、白金煌（小宮有紗）、灰島銀華（澁谷梓希） | 「twilight（Prod. Tomggg）」 「Love me harder（feat. Shogo & 早川博隆）」                                                        | 『電音部』関連曲                                                                        |
| 9月27日           | Re:SONANCE                                                                                        | KARAKURI［空栗ヒトハ・フタバ（秋奈）］ | 「Re:SONANCE」 「Zenith」 「Binocular Vision」 「Synergistic White」 「Raise One's Voice」 「Bluenote Theory」 「Mirai Konzert」 | ゲーム『Tokyo 7th シスターズ』関連曲                                                    |
| 11月1日           | Journey                                                                                           | 初音ミク、星乃一歌（野口瑠璃子）、花里みのり（小倉唯）、小豆沢こはね（秋奈）、天馬司（廣瀬大介）、宵崎奏（楠木ともり） | 「Journey」 | ゲーム『プロジェクトセカイ カラフルステージ！ feat. 初音ミク』2周年アニバーサリーソング |
| 12月14日          | Beat Eater/Awake Now                                                                              | Vivid BAD SQUAD、鏡音レン | 「Beat Eater」 | ゲーム『プロジェクトセカイ カラフルステージ！ feat. 初音ミク』関連曲                    |
| 12月14日          | Beat Eater/Awake Now                                                                              | Vivid BAD SQUAD、初音ミク | 「Awake Now」 | ゲーム『プロジェクトセカイ カラフルステージ！ feat. 初音ミク』関連曲                    |
| 2023年            |                                                                                                   | | |                                                                                         |
| 3月1日            | KYOUKAI METRO MUSIC - No.1                                                                        | リンネ（内田真礼）、セツナ（konoco）、イツカ（秋奈） | 「Tik[Q]et」 | 『響界メトロ』関連曲                                                                    |
| 3月29日           | ミライ/Flyer!                                                                                     | Vivid BAD SQUAD、巡音ルカ | 「ミライ」 | ゲーム『プロジェクトセカイ カラフルステージ！ feat. 初音ミク』関連曲                    |
| 3月29日           | ミライ/Flyer!                                                                                     | Vivid BAD SQUAD、鏡音レン | 「Flyer!」 | ゲーム『プロジェクトセカイ カラフルステージ！ feat. 初音ミク』関連曲                    |
| 6月21日           | 月光/街                                                                                           | Vivid BAD SQUAD、MEIKO | 「月光」 | ゲーム『プロジェクトセカイ カラフルステージ！ feat. 初音ミク』関連曲                    |
| 6月21日           | 月光/街                                                                                           | Vivid BAD SQUAD、鏡音リン | 「街」 | ゲーム『プロジェクトセカイ カラフルステージ！ feat. 初音ミク』関連曲                    |
| 4月28日           | Be The MUSIC!                                                                                     | 「All Music MIKUdemy」一同 | 「Be The MUSIC!」 | ゲーム『プロジェクトセカイ カラフルステージ！ feat. 初音ミク』関連曲                    |
| 7月4日            | YOUR MAJESTY                                                                                      | マーニャ（秋奈） | 「Voron」 「SINNINGIA」 | ゲーム『ユアマジェスティ』関連曲                                                        |
| 7月4日            | YOUR MAJESTY                                                                                      | ヴァージニア（小林マナ）、マーニャ（秋奈） | 「Obey the Majesty」 | ゲーム『ユアマジェスティ』関連曲                                                        |
| 7月4日            | YOUR MAJESTY【特装盤】                                                                            | マーニャ（秋奈）、コンスタンス（前島麻由） | 「Via-Anarchy」 | ゲーム『ユアマジェスティ』関連曲                                                        |
| 7月4日            | YOUR MAJESTY【特装盤】                                                                            | カンタレラ（星咲花那）、マーニャ（秋奈） | 「Sweet Melty Magic!」 | ゲーム『ユアマジェスティ』関連曲                                                        |
| 8月16日           | 虚ろを扇ぐ/仮死化                                                                                 | Vivid BAD SQUAD、KAITO | 「虚ろを扇ぐ」 | ゲーム『プロジェクトセカイ カラフルステージ！ feat. 初音ミク』関連曲                    |
| 8月16日           | 虚ろを扇ぐ/仮死化                                                                                 | Vivid BAD SQUAD、MEIKO | 「仮死化」 | ゲーム『プロジェクトセカイ カラフルステージ！ feat. 初音ミク』関連曲                    |
| 10月1日           | NEO                                                                                               | 初音ミク、星乃一歌（野口瑠璃子）、花里みのり（小倉唯）、小豆沢こはね（秋奈）、天馬司（廣瀬大介）、宵崎奏（楠木ともり） | 「NEO」 | ゲーム『プロジェクトセカイ カラフルステージ！ feat. 初音ミク』3周年アニバーサリーソング |
| 11月1日           | ウマ娘 プリティーダービー Season 3 ANIMATION DERBY Season 3 vol.1「ソシテミンナノ」               | キタサンブラック（矢野妃菜喜）、サトノダイヤモンド（立花日菜）、サトノクラウン（鈴代紗弓）、シュヴァルグラン（夏吉ゆうこ）、サウンズオブアース（MAKIKO）、ドゥラメンテ（秋奈） | 「ソシテミンナノ」 | テレビアニメ『ウマ娘 プリティーダービー Season 3』オープニングテーマ                    |
| 11月1日           | ウマ娘 プリティーダービー Season 3 ANIMATION DERBY Season 3 vol.1「ソシテミンナノ」               | キタサンブラック（矢野妃菜喜）、サトノダイヤモンド（立花日菜）、サトノクラウン（鈴代紗弓）、シュヴァルグラン（夏吉ゆうこ）、サウンズオブアース（MAKIKO）、ドゥラメンテ（秋奈） | 「うまぴょい伝説」 | テレビアニメ『ウマ娘 プリティーダービー Season 3』関連曲                                |
| 2024年            |                                                                                                   | | |                                                                                         |
| 1月10日           | TVアニメ『ウマ娘 プリティーダービー Season 3』ANIMATION DERBY Season 3 vol.3 Original Sound Track | キタサンブラック（矢野妃菜喜）、サトノダイヤモンド（立花日菜）、サトノクラウン（鈴代紗弓）、シュヴァルグラン（夏吉ゆうこ）、サウンズオブアース（MAKIKO）、ドゥラメンテ（秋奈）、トウカイテイオー（Machico）、メジロマックイーン（大西沙織）、ゴールドシップ（上田瞳）、スペシャルウィーク（和氣あず未）、サイレンススズカ（高野麻里佳）、ウオッカ（大橋彩香）、ダイワスカーレット（木村千咲）、ナイスネイチャ（前田佳織里）、ツインターボ（花井美春）、イクノディクタス（田澤茉純）、マチカネタンホイザ（遠野ひかる）、ロイスアンドロイス（田辺留依）、ヴィルシーナ（奥野香耶）、ヴィブロス（伊藤彩沙）、シンボリルドルフ（田所あずさ）、エアグルーヴ（青木瑠璃子）、ミホノブルボン（長谷川育美）、ライスシャワー（石見舞菜香）、サクラバクシンオー（三澤紗千香）、トーセンジョーダン（鈴木絵理）、マチカネフクキタル（新田ひより）、メイショウドトウ（和多田美咲）、メジロパーマー（のぐちゆり）、ダイタクヘリオス（山根綺）、コパノリッキー（稲垣好） | 「うまぴょい伝説」 | テレビアニメ『ウマ娘 プリティーダービー Season 3』エンディングテーマ                    |
| 2月21日           | Vivid BAD SQUAD SEKAI ALBUM vol.2                                                                 | Vivid BAD SQUAD、初音ミク | 「オルターエゴ」 「YY」 「DAYBREAK FRONTLINE」                                                                                   | ゲーム『プロジェクトセカイ カラフルステージ! feat. 初音ミク』関連曲                     |
| 2月21日           | Vivid BAD SQUAD SEKAI ALBUM vol.2                                                                 | 小豆沢こはね（秋奈）、白石杏（鷲見友美ジェナ） | 「踊」 | ゲーム『プロジェクトセカイ カラフルステージ! feat. 初音ミク』関連曲                     |
| 2月21日           | Vivid BAD SQUAD SEKAI ALBUM vol.2                                                                 | 小豆沢こはね（秋奈）、白石杏（鷲見友美ジェナ）、初音ミク、鏡音リン | 「PaⅢ.SENSATION」 | ゲーム『プロジェクトセカイ カラフルステージ! feat. 初音ミク』関連曲                     |
| 2月21日           | Vivid BAD SQUAD SEKAI ALBUM vol.2                                                                 | 小豆沢こはね（秋奈）、白石杏（鷲見友美ジェナ）、初音ミク | 「帝国少女」 | ゲーム『プロジェクトセカイ カラフルステージ! feat. 初音ミク』関連曲                     |
| 2月21日           | Vivid BAD SQUAD SEKAI ALBUM vol.2                                                                 | 小豆沢こはね（秋奈）、白石杏（鷲見友美ジェナ）、初音ミク、MEIKO | 「フェレス」 | ゲーム『プロジェクトセカイ カラフルステージ! feat. 初音ミク』関連曲                     |
| 2月21日           | Vivid BAD SQUAD SEKAI ALBUM vol.2                                                                 | Vivid BAD SQUAD、MEIKO | 「エゴイスト」 | ゲーム『プロジェクトセカイ カラフルステージ! feat. 初音ミク』関連曲                     |
| 2月21日           | Vivid BAD SQUAD SEKAI ALBUM vol.2                                                                 | Vivid BAD SQUAD、KAITO | 「シャンティ」 | ゲーム『プロジェクトセカイ カラフルステージ! feat. 初音ミク』関連曲                     |
| 3月6日            | ウマ娘 プリティーダービー WINNING LIVE 16                                                         | スペシャルウィーク（和氣あず未）、オグリキャップ（高柳知葉）、ゴールドシップ（上田瞳）、ナリタブライアン（衣川里佳）、タマモクロス（大空直美）、マンハッタンカフェ（小倉唯）、アグネスタキオン（上坂すみれ）、サトノダイヤモンド（立花日菜）、キタサンブラック（矢野妃菜喜）、サクラローレル（真野美月）、ヴィルシーナ（奥野香耶）、ジャングルポケット（藤本侑里）、ドゥラメンテ（秋奈）、ラインクラフト（小島菜々恵）、シーザリオ（佐藤榛夏)、オルフェーヴル（日笠陽子）、ジェンティルドンナ（芹澤優）、ウインバリアシオン（月城日花） | 「U.M.A. NEW WORLD!!」 | ゲーム『ウマ娘 プリティーダービー』関連曲                                               |
| 3月6日            | ウマ娘 プリティーダービー WINNING LIVE 16                                                         | ドゥラメンテ（秋奈） | 「EXCEED」 | ゲーム『ウマ娘 プリティーダービー』関連曲                                               |
| 3月6日            | ウマ娘 プリティーダービー WINNING LIVE 16                                                         | スペシャルウィーク（和氣あず未）、オグリキャップ（高柳知葉）、ゴールドシップ（上田瞳）、ナリタブライアン（衣川里佳）、タマモクロス（大空直美）、マンハッタンカフェ（小倉唯）、アグネスタキオン（上坂すみれ）、サトノダイヤモンド（立花日菜）、キタサンブラック（矢野妃菜喜）、サクラローレル（真野美月）、サトノクラウン（鈴代紗弓）、シュヴァルグラン（夏吉ゆうこ）、ヴィルシーナ（奥野香耶）、ジャングルポケット（藤本侑里）、ドゥラメンテ（秋奈）、ラインクラフト（小島菜々恵）、シーザリオ（佐藤榛夏）、オルフェーヴル（日笠陽子）、ジェンティルドンナ（芹澤優）、ウインバリアシオン（月城日花） | 「うまぴょい伝説」 | ゲーム『ウマ娘 プリティーダービー』関連曲                                               |
| 4月17日           | ウマ娘 プリティーダービー WINNING LIVE 18                                                         | メジロライアン（土師亜文）、アイネスフウジン（長江里加）、ウイニングチケット（渡部優衣）、トーセンジョーダン（鈴木絵理）、ビコーペガサス（田中あいみ）、イクノディクタス（田澤茉純）、ヤエノムテキ（日原あゆみ）、ナリタトップロード（中村カンナ）、ワンダーアキュート（須藤叶希）、ドゥラメンテ（秋奈） | 「爆熱マイソウル」 | ゲーム『ウマ娘 プリティーダービー』関連曲                                               |
| 4月17日           | ウマ娘 プリティーダービー WINNING LIVE 18                                                         | メジロライアン（土師亜文）、アイネスフウジン（長江里加）、ウイニングチケット（渡部優衣）、トーセンジョーダン（鈴木絵理）、ビコーペガサス（田中あいみ）、イクノディクタス（田澤茉純）、ヤエノムテキ（日原あゆみ）、ナリタトップロード（中村カンナ）、ワンダーアキュート（須藤叶希）、ドゥラメンテ（秋奈）、ラインクラフト（小島菜々恵）、シーザリオ（佐藤榛夏）、エアメサイア（根本優奈）、デアリングハート（希水しお） | 「うまぴょい伝説」 | ゲーム『ウマ娘 プリティーダービー』関連曲                                               |
| 6月5日            | プロジェクトセカイ カラフルステージ！ feat. 初音ミク アナザーボーカルアルバム Vivid BAD SQUAD     | 小豆沢こはね（秋奈） | 「Just Be Friends」 「drop pop candy」 「夜に駆ける」 「Beat Eater」 「Awake Now」 「群青讃歌」                                  | ゲーム『プロジェクトセカイ カラフルステージ！ feat. 初音ミク』関連曲                    |
| 6月5日            | プロジェクトセカイ カラフルステージ！ feat. 初音ミク アナザーボーカルアルバム Vivid BAD SQUAD     | 小豆沢こはね（秋奈）、白石杏（鷲見友美ジェナ） | 「Forward」 「RAD DOGS」 | ゲーム『プロジェクトセカイ カラフルステージ！ feat. 初音ミク』関連曲                    |
| 6月5日            | プロジェクトセカイ カラフルステージ！ feat. 初音ミク アナザーボーカルアルバム Vivid BAD SQUAD     | 小豆沢こはね（秋奈）、青柳冬弥（伊東健人） | 「ECHO」 「トラフィック・ジャム」                                                                                                | ゲーム『プロジェクトセカイ カラフルステージ！ feat. 初音ミク』関連曲                    |
| 6月5日            | プロジェクトセカイ カラフルステージ！ feat. 初音ミク アナザーボーカルアルバム Vivid BAD SQUAD     | 小豆沢こはね（秋奈）、東雲彰人（今井文也） | 「チルドレンレコード」 | ゲーム『プロジェクトセカイ カラフルステージ！ feat. 初音ミク』関連曲                    |
| 7月10日           | リアライズ/CR詠ZY                                                                                 | Vivid BAD SQUAD、初音ミク | 「リアライズ」 | ゲーム『プロジェクトセカイ カラフルステージ！ feat. 初音ミク』関連曲                    |
| 7月10日           | リアライズ/CR詠ZY                                                                                 | Vivid BAD SQUAD、巡音ルカ | 「CR詠ZY」 | ゲーム『プロジェクトセカイ カラフルステージ！ feat. 初音ミク』関連曲                    |
| 10月2日           | Beyond the way/blender                                                                            | Vivid BAD SQUAD、初音ミク | 「Beyond the way」 | ゲーム『プロジェクトセカイ カラフルステージ！ feat. 初音ミク』関連曲                    |
| 10月2日           | Beyond the way/blender                                                                            | Vivid BAD SQUAD、MEIKO | 「blender」 | ゲーム『プロジェクトセカイ カラフルステージ！ feat. 初音ミク』関連曲                    |
| 2025年            |                                                                                                   | | |                                                                                         |
| 1月17日（2月7日） | ファイアダンス                                                                                    | Vivid BAD SQUAD | 「ファイアダンス」 | 劇場アニメ『劇場版プロジェクトセカイ 壊れたセカイと歌えないミク』関連曲                 |
| 1月30日           | Worlders                                                                                          | バーチャル・シンガー、Leo/need、MORE MORE JUMP!、Vivid BAD SQUAD、ワンダーランズ×ショウタイム、25時、ナイトコードで。 | 「Worlders」 | 劇場アニメ『劇場版プロジェクトセカイ 壊れたセカイと歌えないミク』エンディングテーマ     |
| 2月21日           | 群青讃歌（劇場版プロジェクトセカイver.）                                                          | Leo/need、MORE MORE JUMP!、Vivid BAD SQUAD、ワンダーランズ×ショウタイム、25時、ナイトコードで。 | 「群青讃歌（劇場版プロジェクトセカイver.）」                                                                                     | 劇場アニメ『劇場版プロジェクトセカイ 壊れたセカイと歌えないミク』挿入歌                 |
| 3月5日            | 烈火/ULTRA C                                                                                      | Vivid BAD SQUAD、巡音ルカ | 「烈火」 | ゲーム『プロジェクトセカイ カラフルステージ！ feat. 初音ミク』関連曲                    |
| 3月5日            | 烈火/ULTRA C                                                                                      | Vivid BAD SQUAD、初音ミク | 「ULTRA C」 | ゲーム『プロジェクトセカイ カラフルステージ！ feat. 初音ミク』関連曲                    |
| 3月31日           | 熱風                                                                                              | 初音ミク、星乃一歌（野口瑠璃子）、花里みのり（小倉唯）、小豆沢こはね（秋奈）、天馬司（廣瀬大介）、宵崎奏（楠木ともり） | 「熱風」 | ゲーム『プロジェクトセカイ カラフルステージ！ feat. 初音ミク』4周年アニバーサリーソング |
| 7月9日（予定）    | Vivid BAD SQUAD SEKAI ALBUM vol.3                                                                 | Vivid BAD SQUAD、初音ミク | 「脳内革命ガール」 「え？あぁ、そう。」 「花溺れ」                                                                               | ゲーム『プロジェクトセカイ カラフルステージ! feat. 初音ミク』関連曲                     |
| 7月9日（予定）    | Vivid BAD SQUAD SEKAI ALBUM vol.3                                                                 | 小豆沢こはね（秋奈）、白石杏（鷲見友美ジェナ）、初音ミク | 「恋は戦争」 | ゲーム『プロジェクトセカイ カラフルステージ! feat. 初音ミク』関連曲                     |
| 7月9日（予定）    | Vivid BAD SQUAD SEKAI ALBUM vol.3                                                                 | Vivid BAD SQUAD、MEIKO | 「春嵐」 「酔いどれ知らず」 | ゲーム『プロジェクトセカイ カラフルステージ! feat. 初音ミク』関連曲                     |
| 7月9日（予定）    | Vivid BAD SQUAD SEKAI ALBUM vol.3                                                                 | Vivid BAD SQUAD、鏡音レン | 「金木犀」 | ゲーム『プロジェクトセカイ カラフルステージ! feat. 初音ミク』関連曲                     |
| 7月9日（予定）    | Vivid BAD SQUAD SEKAI ALBUM vol.3                                                                 | Vivid BAD SQUAD、巡音ルカ | 「マーシャル・マキシマイザー」 「WAVE」                                                                                          | ゲーム『プロジェクトセカイ カラフルステージ! feat. 初音ミク』関連曲                     |
| 7月9日（予定）    | Vivid BAD SQUAD SEKAI ALBUM vol.3                                                                 | Vivid BAD SQUAD、鏡音リン | 「CH4NGE」 | ゲーム『プロジェクトセカイ カラフルステージ! feat. 初音ミク』関連曲                     |
| 7月9日（予定）    | Vivid BAD SQUAD SEKAI ALBUM vol.3                                                                 | Vivid BAD SQUAD、KAITO | 「ルーマー」 | ゲーム『プロジェクトセカイ カラフルステージ! feat. 初音ミク』関連曲                     |

### その他参加楽曲
| 発売日         | 商品名                                                  | 歌                           | 楽曲                                                  | 備考 |
| -------------- | ------------------------------------------------------- | ---------------------------- | ----------------------------------------------------- | ---- |
| 2013年6月5日   | さいしん！てんこ盛り！キッズソング                      | 秋奈、杜野まこ               | 「Signalize!」 「カレンダーガール」                   |      |
| 2013年7月28日  | 恋の魔法〜puri puri pu−!〜 / プリンセスケッツ♪          | プリンセスケッツ             |                                                       |      |
| 2013年12月25日 | さいしんキッズヒット歌合戦50                            | 秋奈、杜野まこ               | 「ダイヤモンドハッピー」 「ヒラリ / ヒトリ / キラリ」 |      |
| 2014年3月19日  | すく♪いく ベストヒット運動会ダンス                      | 秋奈、桐山智花               | 「光の果てに」 「CRAZY GONNA CRAZY」                  |      |
| 2014年6月4日   | オーレ!キッズソングカーニバル51                         | 秋奈、杜野まこ               | 「KIRA☆Power」 「オリジナルスター☆彡」                |      |
| 2023年11月10日 | CNCT 2023 Original Compilation Album『CONNECT ME!!! 3』 | Tomoyuki Nakazawa feat. 秋奈 | 「逃げるのはやめ」                                    |      |
| 2024年7月27日  | Bubble.                                                 | 秋奈                         | 「雨模様(feat.秋奈)」                                 |      |

## ライブ・イベント

### ワンマンライブ
| 出演日       | タイトル                     | 会場                                   | 備考                                            |
| ------------ | ---------------------------- | -------------------------------------- | ----------------------------------------------- |
| 2023年1月8日 | KARAKURI 1st Live Re:SONANCE | パシフィコ横浜国立大ホール（神奈川県） | KARAKURI 役／ゲーム『Tokyo 7th シスターズ』関連 |

### 合同ライブ
| 年     | 出演日          | タイトル                                                                                      | 会場                                                     | 備考                                                                          |
| ------ | --------------- | --------------------------------------------------------------------------------------------- | -------------------------------------------------------- | ----------------------------------------------------------------------------- |
| 2015年 | 5月31日         | Tokyo 7th シスターズ 1st Anniversary Live 15’→34’ H-A-J-I-M-A-L-I-V-E-!!                      | Zepp Tokyo（東京都）                                     | KARAKURI 役／ゲーム『Tokyo 7th シスターズ』関連                               |
| 2016年 | 8月21日         | Tokyo 7th シスターズ 2nd Live 16'→30'→34' -INTO THE 2ND GEAR-                                 | パシフィコ横浜国立大ホール（神奈川県）                   | KARAKURI 役／ゲーム『Tokyo 7th シスターズ』関連                               |
| 2018年 | 10月20日 - 21日 | Tokyo 7th シスターズ 4th Anniversary Live 2Days in 幕張メッセ【Day1】【Day2】                 | 幕張メッセイベントホール（千葉県）                       | KARAKURI 役／ゲーム『Tokyo 7th シスターズ』関連                               |
| 2019年 | 7月13日 - 14日  | Tokyo 7th シスターズ 5th Anniversary Live -SEASON OF LOVE- in Makuhari Messe 【Day1】【Day2】 | 幕張メッセ国際展示場9-11ホール（千葉県）                 | KARAKURI 役／ゲーム『Tokyo 7th シスターズ』関連                               |
| 2021年 | 7月3日 - 4日    | Tokyo 7th シスターズ Live - NANASUTA L-I-V-E!! - in PIA ARENA MM 【Day1】【Day2】             | ぴあアリーナMM（神奈川県）                               | KARAKURI 役／ゲーム『Tokyo 7th シスターズ』関連                               |
| 2021年 | 10月30日 - 31日 | 電音部 1st LIVE -Make Waves-【Day1】【Day2】                                                  | 立川ステージガーデン（東京都）                           | 黒鉄たま 役／『電音部』関連                                                   |
| 2021年 | 11月20日        | ANIMAX MUSIX 2021                                                                             | 横浜アリーナ（神奈川県）                                 | KARAKURI 役／ゲーム『Tokyo 7th シスターズ』関連                               |
| 2021年 | 11月22日        | アニレヴ2021 in チームスマイル 豊洲PIT【Day1】                                                | 豊洲PIT（東京都）                                        | 黒鉄たま 役／『電音部』関連                                                   |
| 2021年 | 12月19日        | Tokyo 7th シスターズ Live - NANASUTA L-I-V-E!! - in Many merry party -in TOKYO DOME CITY HALL | TOKYO DOME CITY HALL（東京都）                           | KARAKURI 役／ゲーム『Tokyo 7th シスターズ』関連                               |
| 2022年 | 2月26日 - 27日  | Tokyo 7th シスターズ Live Tokyo-7th FESTIVAL in Ryogoku Kokugikan 【Day1】【Day2】            | 両国国技館（東京都）                                     | KARAKURI 役／ゲーム『Tokyo 7th シスターズ』関連                               |
| 2022年 | 3月19日         | 電音部 2nd LIVE -BREAK DOWN-                                                                  | パシフィコ横浜（神奈川県）                               | 黒鉄たま 役／『電音部』関連                                                   |
| 2022年 | 5月4日          | SMILE LIVE 2022                                                                               | ヒューリックホール東京（東京都）                         |                                                                               |
| 2022年 | 6月5日          | 4U 2nd Live Tour Daze forU!!                                                                  | Zepp Fukuoka（福岡県）                                   | KARAKURI 役／ゲーム『Tokyo 7th シスターズ』関連                               |
| 2022年 | 8月28日         | Animelo Summer Live 2022 -Sparkle-【3日目】                                                   | さいたまスーパーアリーナ（埼玉県）                       | KARAKURI 役／ゲーム『Tokyo 7th シスターズ』関連                               |
| 2022年 | 9月18日         | イナズマロック フェス 2022【Day2】                                                            | 草津市 烏丸半島芝生広場（滋賀県）                        | 黒鉄たま 役／『電音部』関連                                                   |
| 2022年 | 11月19日 - 20日 | Tokyo 7th シスターズ 6+7+8th Anniversary Live Along the way【1日目】【2日目】                 | 幕張メッセ国際展示場ホール7・8（千葉県）                 | KARAKURI 役／ゲーム『Tokyo 7th シスターズ』関連                               |
| 2022年 | 12月18日        | Tokyo 7th シスターズ 6+7+8th Anniversary Live Along the way【3日目】                          | ぴあアリーナMM（神奈川県）                               | KARAKURI 役／ゲーム『Tokyo 7th シスターズ』関連                               |
| 2023年 | 1月14日         | 電音部 AREA MEETING -AZABU-                                                                   | GARDEN新木場FACTORY（東京都）                            | 黒鉄たま 役／『電音部』関連                                                   |
| 2023年 | 2月25日         | MAJESTIC LIVE                                                                                 | KT Zepp Yokohama（神奈川県）                             | マーニャ(Singer)役／ゲーム『ユアマジェスティ』関連                            |
| 2023年 | 4月9日          | 電音部 アザブエリア 1st LIVE -MY STAR-                                                        | 森のホール21（千葉県松戸市）                             | 黒鉄たま 役／『電音部』関連                                                   |
| 2023年 | 5月14日         | MAJESTIC LIVE -half anniversary-                                                              | ヒューリックホール東京（東京都）                         | マーニャ(Singer)役／ゲーム『ユアマジェスティ』関連                            |
| 2023年 | 6月24日 - 25日  | 電音部 3rd LIVE -SOUL EVOLUTION-【Day1】【Day2】                                              | 立川ステージガーデン（東京都）                           | 黒鉄たま 役／『電音部』関連                                                   |
| 2023年 | 10月9日         | MAJESTIC LIVE - Door of Hope -【Day2】                                                        | 幕張メッセ国際展示場１１ホール（千葉県）                 | マーニャ(Singer)役／ゲーム『ユアマジェスティ』関連                            |
| 2023年 | 10月28日        | 電音部 アザブエリア 2nd LIVE -Home Coming-                                                    | 東京国際フォーラム ホールC（東京都）                     | 黒鉄たま 役／『電音部』関連                                                   |
| 2023年 | 12月31日        | 第7回ももいろ歌合戦                                                                           | 横浜アリーナ（神奈川県）                                 | ドゥラメンテ 役／『ウマ娘』関連                                               |
| 2024年 | 1月6日          | 電音部 ULTRA EXPO 2024                                                                        | パシフィコ横浜 国立大ホール（神奈川県）                  | 黒鉄たま 役／『電音部』関連                                                   |
| 2024年 | 2月3日 - 4日    | ウマ娘 プリティーダービー 5th EVENT ARENA TOUR GO BEYOND -YELL-                               | 有明アリーナ（東京都）                                   | ドゥラメンテ 役／『ウマ娘』関連                                               |
| 2024年 | 2月24日         | オダイバ!!超次元音楽祭 フユフェス2024【Day1】                                                 | ぴあアリーナMM（神奈川県）                               | ドゥラメンテ 役／『ウマ娘』関連                                               |
| 2024年 | 3月22日 - 23日  | ウマ娘 プリティーダービー 5th EVENT ARENA TOUR GO BEYOND -NEW GATE-                           | 大阪城ホール（大阪府）                                   | ドゥラメンテ 役／『ウマ娘』関連                                               |
| 2024年 | 6月8日          | セカイシンフォニー2024                                                                        | パシフィコ横浜 国立大ホール（神奈川県）                  | 小豆沢こはね 役／『プロジェクトセカイ カラフルステージ！ feat. 初音ミク』関連 |
| 2024年 | 7月20日         | セカイシンフォニー2024                                                                        | 大阪国際会議場メインホール・グランキューブ大阪（大阪府） | 小豆沢こはね 役／『プロジェクトセカイ カラフルステージ！ feat. 初音ミク』関連 |
| 2024年 | 8月17日 - 18日  | Tokyo 7th Sisters LIVE 「DIVE TO YOUR SKY!!」                                                 | 幕張イベントホール（千葉県）                             | KARAKURI 役／ゲーム『Tokyo 7th シスターズ』関連                               |
| 2024年 | 11月23日        | Lemino presents ANIMAX MUSIX 2024 FALL                                                        | 横浜アリーナ（神奈川県）                                 | ドゥラメンテ 役／『ウマ娘』関連                                               |
| 2025年 | 3月8日 - 9日    | 電音部 4th LIVE                                                                               | 立川ステージガーデン（東京都）                           | 黒鉄たま 役／『電音部』関連                                                   |

### イベント
| 出演日                 | タイトル | 会場                                              | 備考                                     |
| ---------------------- | --- | ------------------------------------------------- | ---------------------------------------- |
| 2013年11月24日         | 「恋愛ラボ」スペシャルイベント ～私立藤崎女子中学"大"文化祭！                                                   | ラフォーレミュージアム六本木（東京都）            | 南桃香 役／『恋愛ラボ』関連              |
| 2014年11月3日          | ガールズ&パンツァー ハートフル・ラビット・ファンミーティング                                                    | 大洗文化センター（茨城県）                        | 大野あや 役／『ガールズ&パンツァー』関連 |
| 2016年8月28日          | ガールズ&パンツァー 第2次ハートフル・タンク・カーニバル                                                         | パシフィコ横浜・国立大ホール（神奈川県）          | 大野あや 役／『ガールズ&パンツァー』関連 |
| 2016年9月17日          | 東京ゲームショウ2016『World of Tanks Meets ガールズ&パンツァー』スペシャルステージ「ウサギさんチーム、出張中!」 | 幕張メッセ（千葉県）                              | 大野あや 役／『ガールズ&パンツァー』関連 |
| 2017年2月19日          | 音泉祭り2017冬 ガールズ＆パンツァーRADIO 大洗女子学園・訓練祭り！～らんらん作戦決行です！～                     | よみうりランド 日テレらんらんホール（東京都）     | 大野あや 役／『ガールズ&パンツァー』関連 |
| 2018年1月7日           | ガールズ＆パンツァーRADIO ウサギさんチーム、まだまだ訓練中！～最終決戦は公開録音！～                            | 東京国際交流館プラザ平成 国際交流会議場（東京都） | 大野あや 役／『ガールズ&パンツァー』関連 |
| 2018年9月8日 - 9日     | アイカツ!シリーズ 5thフェスティバル！！【DAY2】                                                                 | 幕張メッセ（千葉県）                              | 冴草きい 役／『アイカツ!』関連           |
| 2019年11月9日          | ”あきなのひ”／秋奈 fa(n)mily fan meeting                                                                        | LOFT9 Shibuya（東京都）                           |                                          |
| 2019年12月29日         | MaikaMaika2019 ～大忘年会～                                                                                     | LOFT9 Shibuya（東京都）                           |                                          |
| 2020年4月11日          | 秋奈 トークイベント＆お渡し会                                                                                   | 都内某所（東京都）                                | 中止                                     |
| 2022年9月23日 - 24日   | プロジェクトセカイ 2nd Anniversary 感謝祭【Day1】【Day2】                                                       | 立川ステージガーデン（東京都）                    | 小豆沢こはね 役／『プロセカ』関連        |
| 2023年6月3日           | プロジェクトセカイ クリエイターズフェスタ2023【Day1】                                                           | 秋葉原UDX（東京都）                               | 小豆沢こはね 役／『プロセカ』関連        |
| 2023年9月16日 - 17日   | プロジェクトセカイ 3rd Anniversary 感謝祭【Day1】【Day2】                                                       | TOKYO DOME CITY HALL（東京都）                    | 小豆沢こはね 役／『プロセカ』関連        |
| 2023年11月3日          | Digi-come ACROSS -デジタルネイティブに届ける、音楽との'遭遇'と'融合'-                                           | YOKOHAMA COAST garage+（神奈川県）                | 黒鉄たま 役／『電音部』関連              |
| 2023年12月17日         | 『秋奈と大地葉の、ユニゾン×ラボラトリー♪』オリジナル楽曲お披露目イベント                                        | 六本木BIRDLAND（東京都）                          |                                          |
| 2024年2月18日          | ANIMATION DERBY Season 3 vol.1 & vol.2合同リリースイベント                                                      | ニューピアホール（東京都）                        | ドゥラメンテ 役／『ウマ娘』関連          |
| 2024年2月25日          | 『響界メトロ』 朗読＋ライブイベント                                                                             | 品川グランドホール（東京都）                      | イツカ 役／『響界メトロ』関連            |
| 2024年6月22日          | 『ウマ娘 プリティーダービー』WINNING LIVE 16の発売記念イベント                                                  | 都内某所                                          | ドゥラメンテ 役／『ウマ娘』関連          |
| 2024年6月28日          | 「ウマ娘 プリティーダービー」×「そのだけいば」コラボイベント                                                    | 園田競馬場（兵庫県）                              | ドゥラメンテ 役／『ウマ娘』関連          |
| 2024年7月31日          | 夏のドリアカーニバル                                                                                            | LINE CUBE SHIBUYA（東京都）                       | 冴草きい 役／『アイカツ!』関連           |
| 2024年8月31日 - 9月1日 | 「ウマ娘 プリティーダービー Twinkle Circle!」函館公演                                                           | 函館アリーナ（北海道）                            | ドゥラメンテ 役／『ウマ娘』関連          |
| 2024年9月28日          | プロジェクトセカイ 4th Anniversary 感謝祭                                                                       | 横浜BUNTAI（神奈川県）                            | 小豆沢こはね 役／『プロセカ』関連        |
| 2024年11月9日          | 「秋奈バースデーイベント」～トーク＆ミニコンサート～                                                            | バトゥール東京（東京都）                          |                                          |
| 2024年11月16日 - 17日  | 「ウマ娘 プリティーダービー Twinkle Circle!」大阪公演                                                           | インテックス大阪5号館（大阪府）                   | ドゥラメンテ 役／『ウマ娘』関連          |
| 2024年12月15日         | 「ウマ娘 プリティーダービー Twinkle Circle!」福岡公演                                                           | マリンメッセ福岡B館（福岡県）                     | ドゥラメンテ 役／『ウマ娘』関連          |
| 2025年6月22日          | 「ウマ娘 プリティーダービー 5th EVENT ARENA TOUR GO BEYOND -YELL- & -NEW GATE- Blu-ray」発売記念上映イベント    | 都内某所                                          | ドゥラメンテ 役／『ウマ娘』関連          |
| 2025年10月18日 - 19日  | プロジェクトセカイ 5th Anniversary 感謝祭【Day1】【Day2】                                                       | 東京ガーデンシアター（東京都）                    | 小豆沢こはね 役／『プロセカ』関連        |

## 評価
- 2010年に開催された第4回全日本アニソングランプリからレポーターを務めている漫才コンビ「米粒写経」のサンキュータツオは、自身のブログで秋奈について「一番「自分」を真っ直ぐ出力しているように見えた。好きなことにまっすぐであること、誇りを持つこと、喜び悲しむこと、前を向くこと。彼女にはおなじオタクを魅きつけるスター性がある。」と評価し、「すべてが感動レベルの才能だ。あんなに立派なオタクは見たことがない。」と語っている[219]。
- 2011年12月28日付の4Gamer.netの企画記事『総勢80名のゲームクリエイター/ゲーム業界著名人に聞いた「2011年の注目タイトル」と「2012年に向けてのメッセージ」』において、エクスペリエンス代表取締役・プロデューサーの千頭 元は「2011年に，個人的に注目した（している）人物」に秋奈の名前を挙げ、「高校生とは思えない落ち着きがあり上手いです。とても可愛い方ですし、歌もかなり上手いので今後は色々と注目を浴びていくのではないかと思っています。」と語っている[220]。

## 受賞歴
- ANIMAX 第4回全日本アニソングランプリ仙台大会優勝（2010年7月）[7]
- Brillax〜1st.season"Cool Vocalistを探せ”10月度マンスリー・ウィナー（2011年10月）[221]